# Bardolino
Bardolino je obec (město) v provincii Verona v italském Benátsku. Nachází se cca 130 kilometrů západně od Benátek a asi 25 kilometrů severozápadně od Verony. Leží na východním břehu Gardského jezera.
Sousedí s těmito obcemi: Affi, Cavaion Veronese, Costermano, Garda, Lazise, Manerba del Garda, Moniga del Garda, Padenghe sul Garda a Pastrengo.
Jeho ekonomická činnost je převážně založena na turismu a výrobě vína.

## Historie
Archeologické vykopávky prokázaly přítomnost člověka v oblasti Cisana od prehistorických dob. Našly se rovněž stopy starověkých Římanů, ačkoli se současné osídlení datuje do raného středověku – do roku 983, kdy zde Berengar Italský postavil hrad. Ve středověku oblast spadala pod opatství v Bobbiu.
Ve 12. století se Bardolino již zmiňuje jako svobodná obec, později spadá do panství Scaligerů z Verony, kteří rozšířili opevnění, aby ochránilo celou vesnici. Po jejich pádu se Bardolino stalo součástí Benátské republiky, která zde měla námořní základnu. V roce 1526 bylo vypleněno lancknechty. Pod Lombardsko-benátské království bylo rakouským správním centrem: v roce 1848 se proti Rakousku vzbouřilo těsně po prvních vítězství Piemonťanů v první italské válce za nezávislost. Nicméně Rakušané jim to později oplatili pleněním a střelbou. Bylo připojeno k nově vytvořenému Italskému království v roce 1866.

## Hlavní památky
- Kostel svatého Zena (polovina 9. století), jeden z mála příkladů karolínských budov v Itálii. Nese stopy původní freskové výzdoby.
- Kostel svatého Severa (11. až 12. století), má fresky ze 12. až 14. století a raně středověkou kryptu.
- Klášter svatého Colombana (11. století), država Opatství v Bobbiu
- Kostel panny Marie, přestavěný ve 12. století na místě původního raně křesťanského kostela ze 7. století, který, jak se ukázalo, byl postaven na místě starověkého pohanského chrámu.
- městské hradby (12. století)
- Muzeum Sisàn, které zachycuje rybaření a lov ptáků v oblasti Gardského jezera.